# Opel Arena
Opel Arena — фургон, який виготовлявся з січня 1997 по серпень 2001 року.

## Опис
General Motors, для заміни Isuzu Midi, підписав контракт з компанією Renault, на виробництво Renault Trafic першого покоління з незначними модифікаціями під її марками. Ця модель була запропонована в Англії як Vauxhall Arena, а в Бразилії як Chevrolet Space Van. Вона була доступна як мікроавтобус (до восьми місць) або фургон, кожен з додатковим високим дахом. Передньоприводний автомобіль оснащався 1,9 або 2,5-літровим чотирьох-циліндровим дизельним двигуном з 60 к.с./44 кВт і 75 к.с./55 кВт, відповідно.
Ринковий успіх був скромним, незважаючи багату стандартну комплектацію. Це пояснюється використанням застарілих технологій, оскільки на момент дебюту Arena, аналогічний Trafic виготовлявся вже понад 15 років.
З вересня 2001 року він був замінений на Opel Vivaro.

## Двигуни
- 1,9 л 19 DJ 60 к.с.
- 1,9 л 19 DL 60 к.с.
- 2,5 л 25 DM 75 к.с.
- 2,5 л 25 DG 75 к.с.